# Au (мобільний оператор)

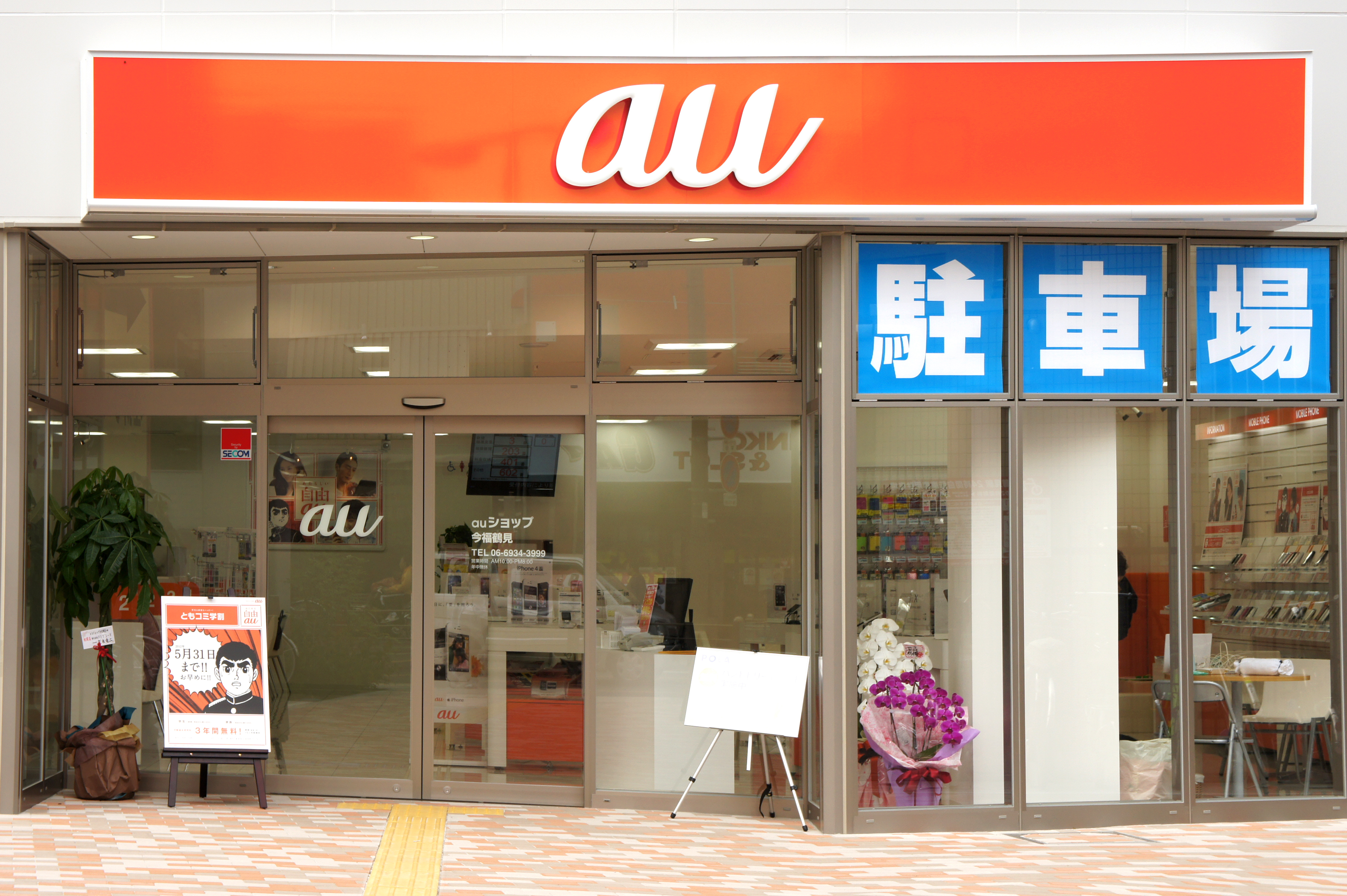
Магазин au в Осаці

au, або au by KDDI, японський оператор мобільного зв'язку. au — це бренд, який продає KDDI на головних островах Японії та Okinawa Cellular на Окінаві за свої послуги мобільного зв'язку. au є другим за величиною оператором бездротового зв'язку в Японії з 60,398 мільйонів абонентів станом на березень 2021 року.

## Найменування
Згідно ZYXYZ, назва бренду «au» грунтується на додаванні японських дієслів «задовольнити» (会う) і «об'єднати» (合う) (вимовляється як au). Однак KDDI наполягає, що au приходить з перших літер кількох слів. "А" для access (доступ), always (постійно) і amenity (зручно), і "U" unique (унікальний), universal (універсальний) та user (користувач). Існує також фраза «access to u(you)» (доступ до вас (ви)), яка йде вздовж назви бренду.

## Історія
Мережа, яка в кінцевому підсумку стане Au, спочатку була створена як дві мережі: DDI і IDO. Мережа IDO була заснована на аналоговій стільниковій системі NTT Hi-cap і почала роботу в грудні 1988 року в регіонах Канто і Токай. Мережою DDI керували незалежні телефонні компанії, і вона почала працювати в 1989 році з використанням системи TACS в інших місцях Японії. Nippon Idou Tsushin (IDO) належав Toyota, тоді як DDI належав Kyocera Corporation.
au K.K. була заснована в листопаді 2000 року Kyocera як частина мережі DDI Cellular. У 2001 році компанія була об'єднана з KDDI (яка була утворена в 2000 році в результаті злиття DDI, KDD і IDO), але її торгова марка була збережена та застосована до всіх послуг мобільного зв'язку групи KDDI.
Au створив загальнонаціональну мережу 3G у 2003 році, замінивши попередню послугу cdmaOne на службу CDMA 1X WIN (1xEV-DO Rev A).
Au почав продавати iPhone 4S з 14 жовтня 2011 року.
Au запустила послугу LTE як «Au 4G LTE» у вересні 2012 року.
Au запустила послугу 5G як «UNLIMITED WORLD au 5G'» 26 березня 2020 року.

## Продукти і сервіси
- EZweb:Служба, яка надає різноманітні функції для користувачів мобільних телефонів, зокрема електронну пошту, перегляд веб-сторінок, обмін зображеннями та відео, відеоконференції, доступ до служб на основі місцезнаходження, ігор та Емодзі.Послуга працює в традиційних мережах мобільних телефонів cdmaOne зі швидкістю передачі даних 64 кбіт/с або в новій мережі 1xEV-DO Rev A з пропускною здатністю до 3,1 Мбіт/с на прямій і 1,8 Мбіт/с у вихідній. Навесні 2004 року au став першим постачальником послуг передачі даних на основі стільникового телефону, який запропонував тарифний план необмеженого використання в Японії.
- EZweb@mail: Сервіс мультимедійних повідомлень (MMS)
- C-mail: Служба коротких повідомлень (SMS)
- EZchakuuta: Послуга, яка дозволяє користувачам використовувати сегменти пісні, зазвичай тривалістю 30 секунд або менше, як мелодії дзвінка. Права Chakuuta's володіє Sony Music Entertainment Japan.
- Chaku Uta Full: Служба розповсюдження повноформатних пісень через мобільну мережу. Пропонований вибір – переважно поп-музика. Формат кодування 48 кбіт/с HE-AAC. Розмір одного музичного твору становить приблизно 1,5 МіБ. Завантажений вміст захищено на картці пам’яті (miniSD, microSD, Memory Stick PRO Duo, M2) підключено до мобільного, використовуючи захист від копіювання CPRM.
- Chaku-Uta Full є торговою маркою Sony Music Entertainment Japan.
- EZappli: Додатки BREW.
- EZmovie: Кіноплеєр.
- EZchannel
- EZ Machi Uta: Служба, яка дозволяє користувачам налаштовувати свій гудок дзвінка за допомогою музики тощо.[5]
- EZnavigation: Служба, яка є компонентом EZWeb і дозволяє телефонам із підтримкою GPS відображати своє положення.
- EZnaviwalk: Надає карту та аудіонавігацію, щоб вести вас до місця призначення. Також відображається інформація про ресторан, магазин і погоду для цього району.
- EZnewsflash: Використання технології BCMCS.
- PC Site Viewer
- LISMO: au Listen Mobile Service. (Талісман персонажа для цієї послуги - LISMO-kun).
- Global Passport: Послуга глобального роумінгу (CDMA і GSM), перший телефон АС, для якого потрібна «SIM-карта» (IC Card).
- Global Expert: Наступник вище
- EZ FeliCa: Osaifu-Keitai, платіжна система.
- EZ television: Послуга EZappli з перегляду аналогового наземного мовлення. Завершена 24 липня 2011 року в більшості районів і 31 березня 2012 року в префектурах Івате, Міягі та Фукусіма.
- EZ television 1seg: Підтримує цифрове наземне мовлення 1seg для телефонів і мобільних пристроїв. Також підтримує трансляцію даних. EZ television 1seg не підтримує аналогове телебачення.
- au 4G LTE: Послуга FDD-LTE.
- AU internet: інтернет-сервіс, що надається AU через KDDI з Японії.

au W31CA мобільний телефон вироблений Casio у 2007
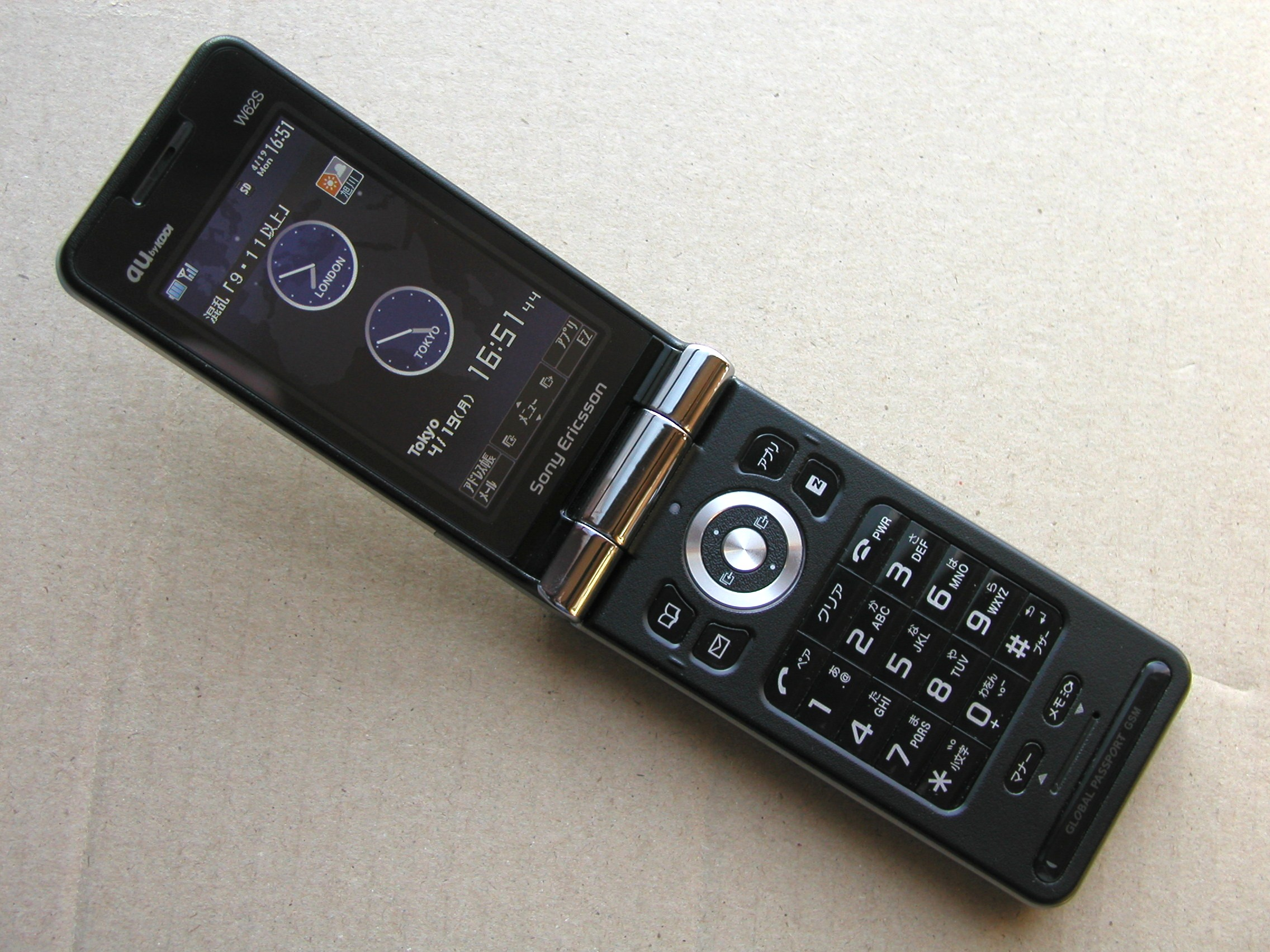
Sony Ericsson (W62S) із 2008
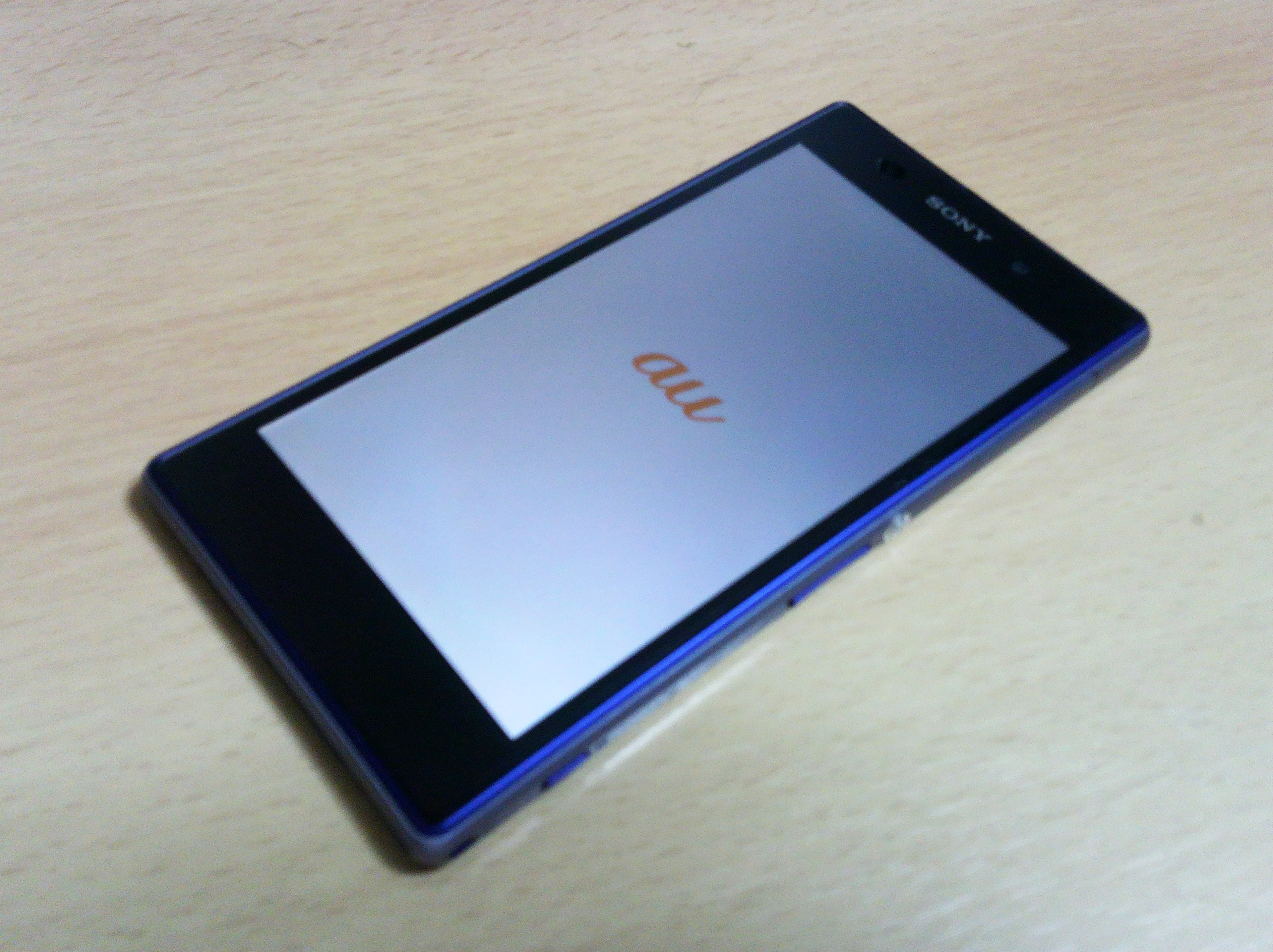
Sony Xperia Z1 (SOL23 модель) з екраном завантаження au
LISMO-kun в KDDI Designing Studio